# Guia indicador

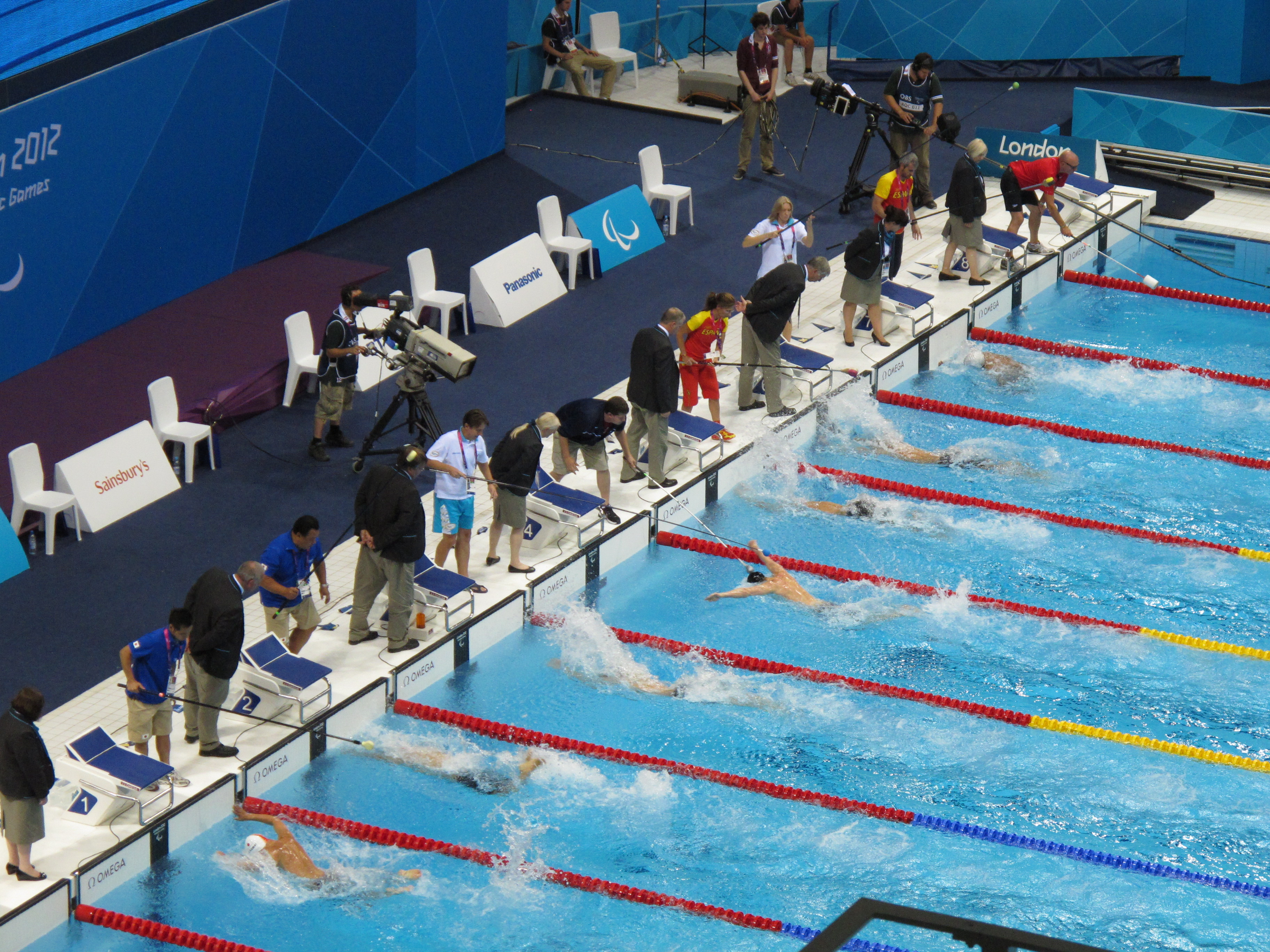
Guias indicadores na prova da natação paralímpica

Guia indicador é o nome que se dá a pessoa que, nos desportos paralímpicos, serve de orientação para os atletas com cegueira ou deficiência visual, orientando-os com palmas, vozes ou outra orientação acústica. Na natação paralímpica, o guia indicador utiliza-se de um bastão com espuma sintética para tocar o atleta e avisar que este está próximo da borda.
No futebol para cegos, o Guia indicador é chamado de Chamador